# Żerkowice-Skała

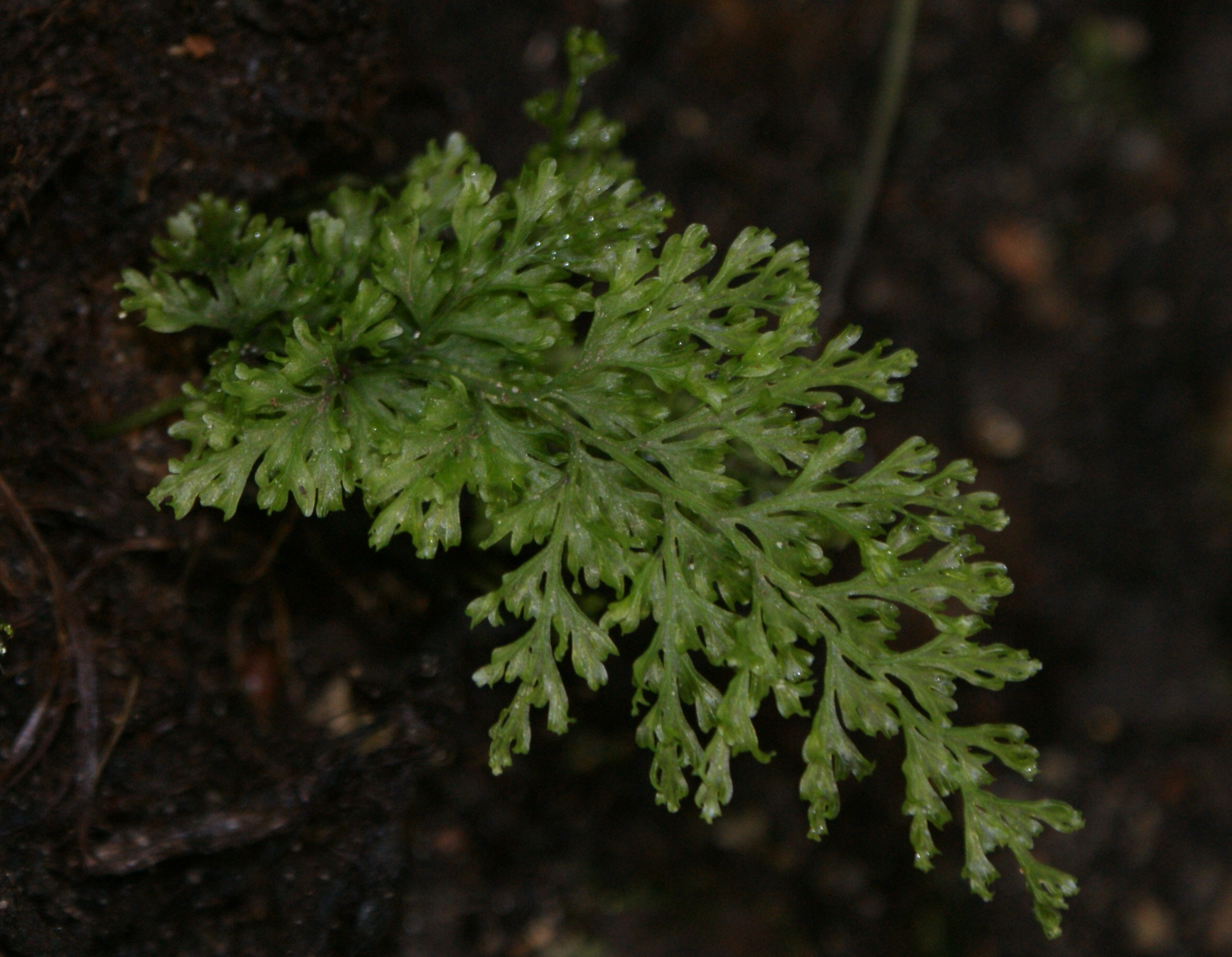
Włosocień delikatny mający stanowisko w rezerwacie

Żerkowice-Skała (PLH020077) – dwuczłonowy obszar mający znaczenie dla Wspólnoty (projektowany specjalny obszar ochrony siedlisk) powstały w ramach programu Natura 2000 w południowo-zachodniej Polsce. Obszar szczególnie istotny, gdyż znajduje się w zasięgu referencyjnym włosocienia delikatnego.

## Położenie i charakterystyka
Obszar znajduje się w województwie dolnośląskim, regionie jeleniogórskim, w mezoregionie Pogórza Izerskiego, w gminie Lwówek Śląski. W otoczeniu obszaru występują pola uprawne i zabudowania wsi Skała oraz Żerkowice, natomiast na północ od niego intensywne wydobycie piaskowca prowadzą dwa duże kamieniołomy.
Obszar stanowi krawędź piaskowcowej kwesty z licznymi skałami i wychodniami skalnymi o charakterze ostańcowym, otoczone dobrze zachowanymi lasami liściastymi w typie grądów, a w dolinie Bobru łęgów wiązowo-jesionowych. Skały te stanowią jedne z najdalej na północ wysuniętych odsłonięć skalnych piaskowców kredowych związanych z Masywem Czeskim.
Na obszarze odnotowano występowanie m.in.: grądu środkowoeuropejskiego i grądu subkontynentalnego oraz ścian skalnych i urwisk krzemianowych. Obszar szczególnie istotny, z uwagi znajdowania się w zasięgu referencyjnym włosocienia delikatnego, dla którego występują tutaj doskonałe siedliska.

## Turystyka
Przez teren obszaru prowadzi szlak turystyczny:
- – zielony szlak prowadzący z Bolesławca, przez Lwówek Śląski i dalej[2].